# Het Glacis
Het Glacis is een kleine wijk in het zuiden van de gemeente Bergen op Zoom.
Het wordt omsloten door de wijk Fort/Zeekant en 'de Zeeuwse Lijn' (spoorlijn).
In het gebied staan seniorenwoningen, eengezinswoningen en twee-onder-een-kapwoningen.
De wijk heeft een eigen winkelcentrum waar een Albert Heijn, een Aldi, een vestiging van Brainwash en een Gall & Gall zijn gevestigd. Ook heeft de wijk een middelbare school voor gymnasium (het Juvenaat) en een vestiging van het Luzac College. Verder bevinden zich in de wijk nog een autogarage, een sportschool, een bedrijf gespecialiseerd in het vervaardigen van tanden (ENTA) en een bedrijf gespecialiseerd in het produceren van mondverzorgingsproducten (LACTONA).